# Alec Trevelyan
Alexander "Alec" Trevelyan, tidigare agent 006, är en fiktiv person och kollega till James Bond, som alla, inklusive Bond själv, trodde hade omkommit under ett uppdrag tillsammans med 007. Han överlevde emellertid och dyker upp i filmen Goldeneye som James Bonds fiende. En förklaring till "förräderiet" är enligt honom själv att han är ättling till Lienz-kosacker, vilka förråtts av britterna under andra världskriget. Trevelyan dödas av James Bond i slutet av filmen Goldeneye på en jättelik antenn. Alec Trevelyan spelas av skådespelaren Sean Bean i filmen och Elliot Cowan i TV-spelet Goldeneye 007 från 2010.